# Axel Teichmann
Axel Teichmann (Ebersdorf, 14 luglio 1979) è un ex fondista tedesco.

## Biografia
Axel Teichmann iniziò a praticare lo sci di fondo a dieci anni. Dopo essersi trasferito a Bad Lobenstein per gli studi, passò nel 1993 al liceo sportivo di Oberhof, dove conseguì la maturità. Oltre all'attività sportiva Teichmann studia elettrotecnica per corrispondenza all'Università di Hagen. È inquadrato nei ranghi dell'esercito tedesco come "soldato-sportivo".
Ha debuttato in campo internazionale ai Mondiali juniores di Canmore nel 1997, senza conseguire risultati di rilievo; partecipò alla rassegna iridata giovanile fino a Saafelden 1999, dove vinse l'oro nella 10 km a tecnica classica.
In Coppa del Mondo ha esordito il 27 dicembre 1998 nella sprint a tecnica libera di Garmisch-Partenkirchen (25°), ha ottenuto il primo podio il 24 novembre 2002 nella staffetta di Kiruna (3°) e la prima vittoria il 21 dicembre successivo nella 20 km a inseguimento di Ramsau am Dachstein. Ha vinto, nella stagione 2004-2005, sia la Coppa generale sia quella di distanza.
In carriera ha preso parte a tre edizioni dei Giochi olimpici invernali, Salt Lake City 2002 (14° nella 15 km, 19° nella 30 km, 38° nell'inseguimento), Vancouver 2010 (44° nella 15 km, 2° nella 50 km, 2° nella sprint a squadre, 6° nella staffetta) e Soči 2014 (8° nella 15 km, 39° nella 50 km, 22º nello skiathlon, 9° nella staffetta), e a otto dei Campionati mondiali, vincendo otto medaglie.

## Palmarès

### Olimpiadi
- 2 medaglie:
  - 2 argenti (50 km, sprint a squadre a Vancouver 2010)

### Mondiali
- 8 medaglie:
  - 2 ori (15 km a Val di Fiemme 2003; inseguimento a Sapporo 2007)
  - 5 argenti (staffetta a Val di Fiemme 2003; sprint a squadre, staffetta a Oberstdorf 2005; sprint a squadre, staffetta a Liberec 2009)
  - 1 bronzo (staffetta a Oslo 2011)

### Mondiali juniores
- 1 medaglia:
  - 1 oro (10 km TC a Saafelden 1999)

### Coppa del Mondo
- Vincitore della Coppa del Mondo nel 2005
- Vincitore della Coppa del Mondo di distanza nel 2005
- 39 podi (20 individuali, 19 a squadre[2]):
  - 16 vittorie (8 individuali, 8 a squadre)
  - 8 secondi posti (4 individuali, 4 a squadre)
  - 15 terzi posti (8 individuali, 7 a squadre)

#### Coppa del Mondo - vittorie
| Data             | Luogo               | Paese     | Disciplina                                                      |
| ---------------- | ------------------- | --------- | --------------------------------------------------------------- |
| 21 dicembre 2002 | Ramsau am Dachstein | Austria   | 20 km PU                                                        |
| 23 novembre 2003 | Beitostølen         | Norvegia  | 4x10 km (con Jens Filbrich, René Sommerfeldt e Tobias Angerer)  |
| 30 novembre 2003 | Kuusamo             | Finlandia | 30 km PU                                                        |
| 11 gennaio 2004  | Otepää              | Estonia   | 4x10 km (con Andreas Schlütter, Jens Filbrich e Tobias Angerer) |
| 15 febbraio 2004 | Oberstdorf          | Germania  | Sprint a squadre TL (con Jens Filbrich)                         |
| 22 febbraio 2004 | Umeå                | Svezia    | 4x10 km (con Franz Göring, Andreas Schlütter e Jens Filbrich)   |
| 20 novembre 2004 | Gällivare           | Svezia    | 15 km TC                                                        |
| 21 novembre 2004 | Gällivare           | Svezia    | 4x10 km (con Jens Filbrich, Tobias Angerer e René Sommerfeldt)  |
| 28 novembre 2004 | Kuusamo             | Finlandia | 15 km TC                                                        |
| 11 dicembre 2004 | Val di Fiemme       | Italia    | 30 km PU                                                        |
| 23 gennaio 2005  | Pragelato           | Italia    | Sprint a squadre TC (con Jens Filbrich)                         |
| 20 novembre 2005 | Beitostølen         | Norvegia  | 4x10 km (con Andreas Schlütter, Jens Filbrich e Tobias Angerer) |
| 19 novembre 2006 | Gällivare           | Svezia    | 4x10 km (con Jens Filbrich, Franz Göring e Tobias Angerer)      |
| 27 gennaio 2007  | Otepää              | Estonia   | 15 km TC                                                        |
| 24 novembre 2007 | Beitostølen         | Norvegia  | 15 km TL                                                        |
| 8 dicembre 2007  | Davos               | Svizzera  | 15 km TC                                                        |

Legenda:

PU = inseguimento

TC = tecnica classica

TL = tecnica libera

#### Coppa del Mondo - competizioni intermedie
- 10 podi di tappa:
  - 5 vittorie
  - 2 secondi posti
  - 3 terzi posti

##### Coppa del Mondo - vittorie di tappa
| Data             | Località             | Nazione   | Competizione | Disciplina  |
| ---------------- | -------------------- | --------- | ------------ | ----------- |
| 27 dicembre 2008 | Oberhof              | Germania  | Tour de Ski  | 3,75 km TL  |
| 31 dicembre 2008 | Nové Město na Moravě | Rep. Ceca | Tour de Ski  | 15 km TC    |
| 3 gennaio 2009   | Val di Fiemme        | Italia    | Tour de Ski  | 20 km TC MS |
| 20 marzo 2009    | Falun                | Svezia    | Finali       | 3,3 km TC   |
| 30 dicembre 2011 | Oberhof              | Germania  | Tour de Ski  | 15 km TC PU |

Legenda:

PU = inseguimento

MS = partenza in linea

TC = tecnica classica

TL = tecnica libera